# Lauda (compagnie aérienne)
Ne doit pas être confondu avec Lauda Air.
Lauda, anciennement Laudamotion, officiellement Laudamotion GmbH (anciennement Amira Air ), est une compagnie aérienne autrichienne à bas prix basée dans le parc d'affaires Concorde à Schwechat, près de Vienne, en Autriche.

## Historique

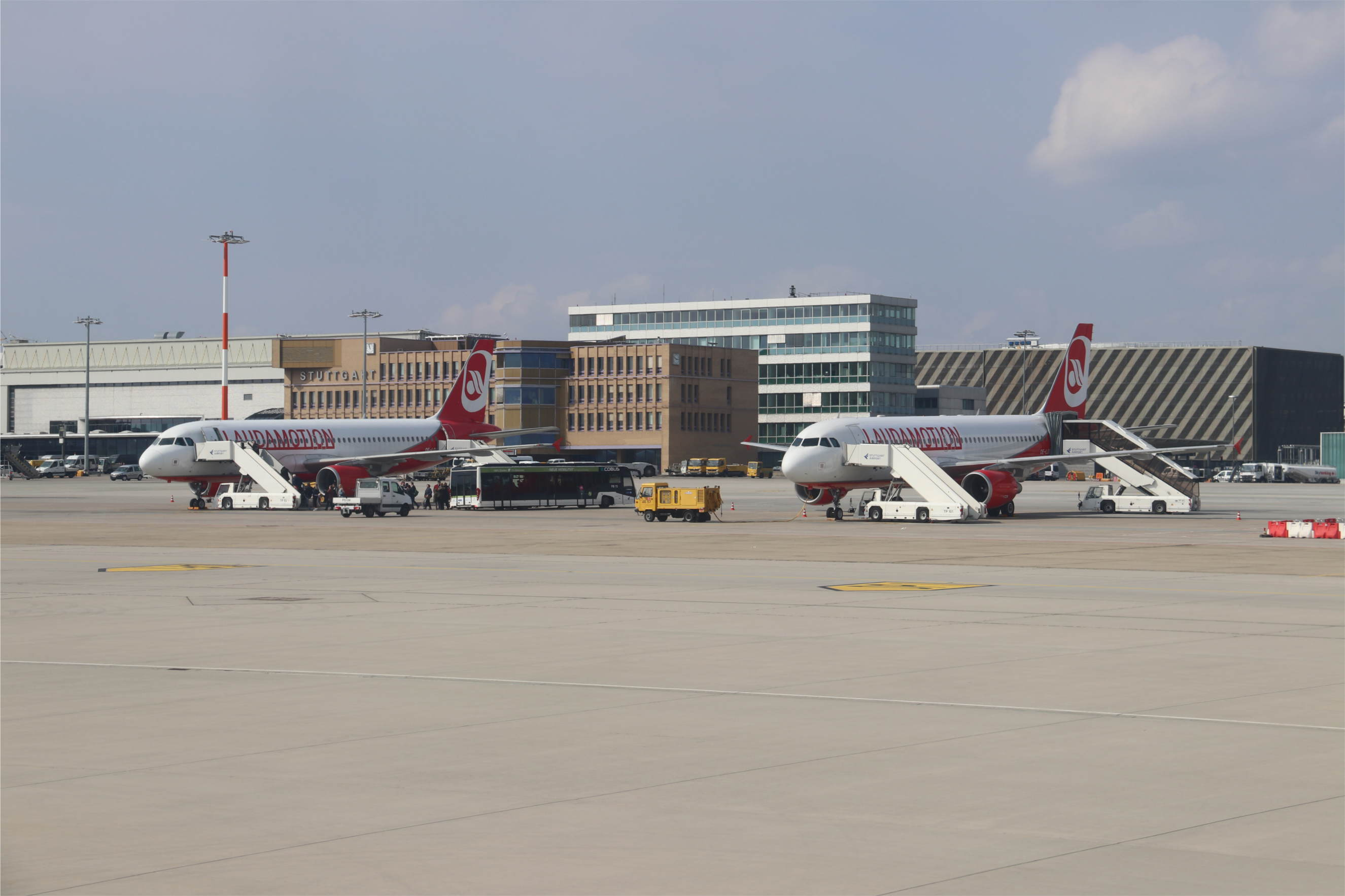
Ancienne livrée de l'Airbus A320 d'Air Berlin (du nom de Laudamotion).

La compagnie aérienne a été fondée en 2004 sous le nom d'Amira Air par l'investisseur Ronny Pecik en tant que fournisseur de vols charters pour les voyages d'affaires.  En 2016, l'ancien champion du monde de Formule 1, Niki Lauda, qui détenait une participation minoritaire de la compagnie Amira Air, l'a rachetée et renommée « Laudamotion ». 
En février 2018, la compagnie aérienne a absorbé Niki, une compagnie aérienne qui avait auparavant été créée par Niki Lauda, à la suite de la faillite de sa maison-mère Air Berlin, ce qui a conduit à un recentrage des opérations d'avions d'affaires vers les services réguliers.
Durant l'année 2018, Ryanair a progressivement racheté Laudamotion, puis l'a renommée Lauda en mars 2019.

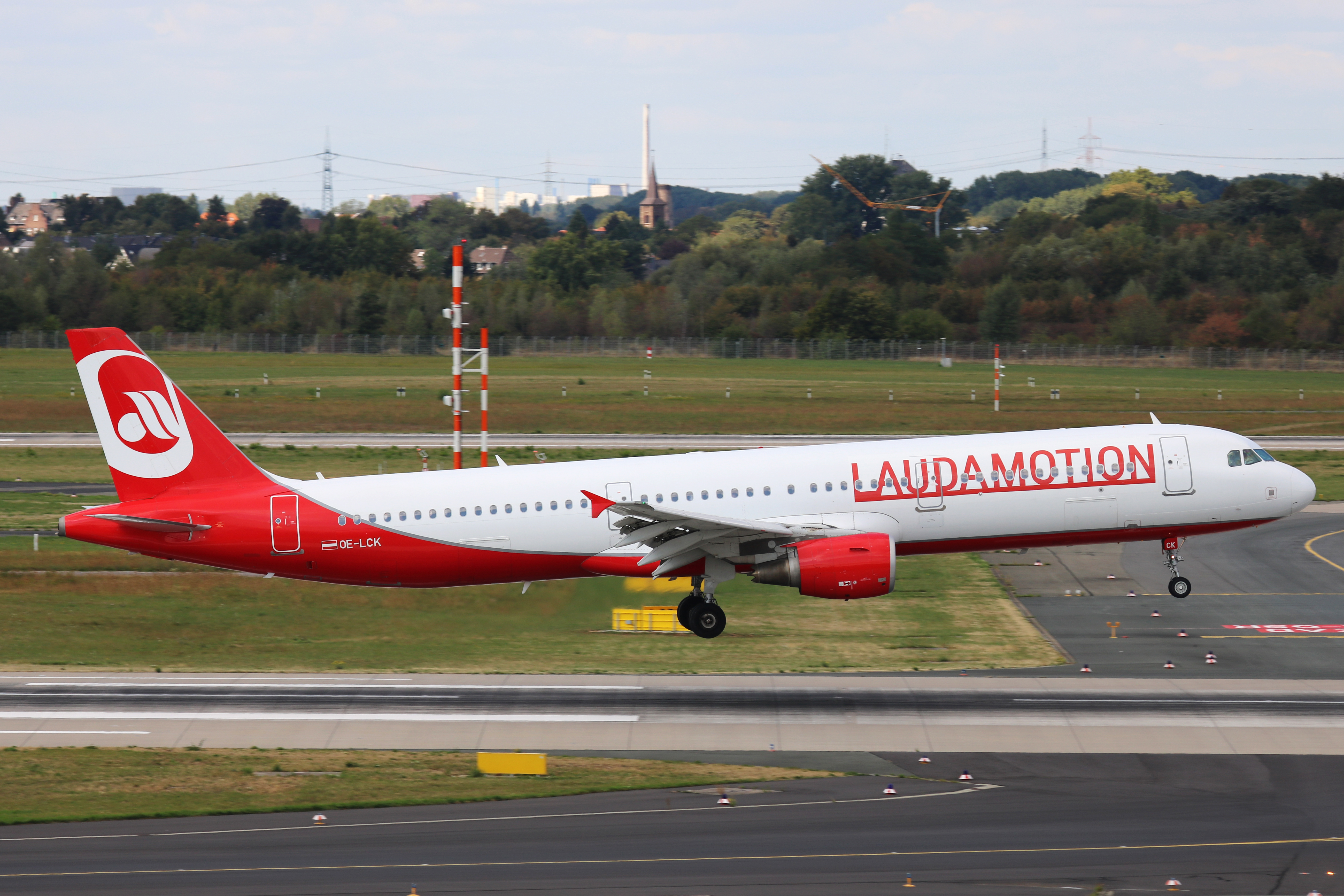
iAuparavant par Niki Luftfahrt dans Air Berlin livrée déployée Airbus A321 de Laudamotion en septembre 2018

## Flotte

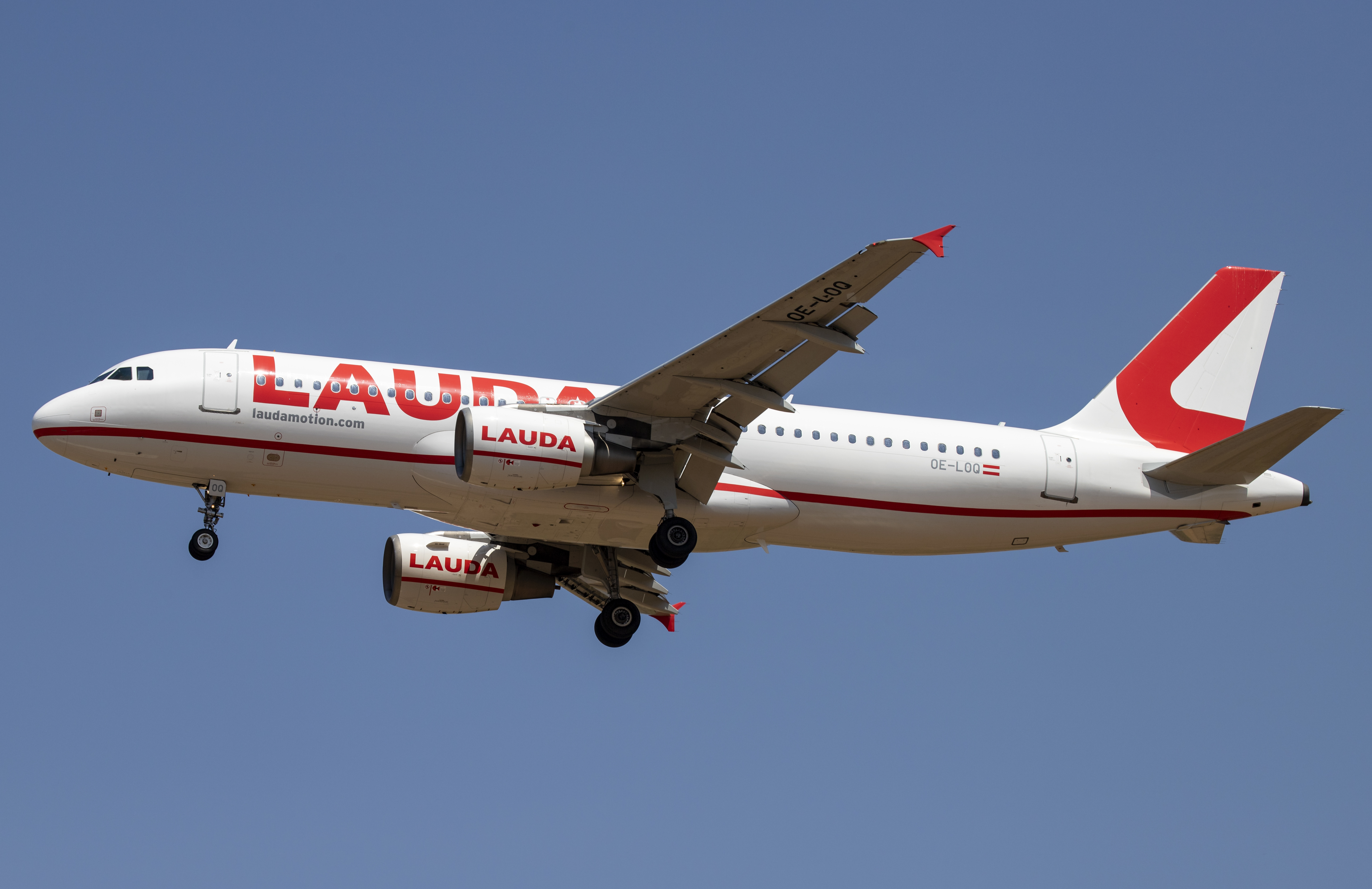
Airbus A320-200 de Lauda

En octobre 2020, la flotte de Lauda se compose des appareils suivants, :